# Confessio Amantis
Confessio Amantis («Исповедь влюблённого») — поэма на 33000 строк, написанная средневековым английским поэтом Джоном Гауэром, в которой используется признание, сделанное Капелланом Венеры, оформленное в коллекции коротких поэм. Вводная часть поэмы была составлена по просьбе английского короля Ричарда II. Confessio Amantis находится в списке величайших произведений английской литературы XIV века наряду с произведениями Джофри Чосера, Лангланда, и Перл-поэта.
Confessio Amantis относят к жанру утешительных стихотворений, которые представляют собой средневековую форму вдохновения философией Боэция. Несмотря на это, обычно изучается наряду с другими примерами стихотворений европейского средневековья, такими как Боккаччо Декамерона, и, в частности Кентерберийские рассказы Чосера, с которым Confessio Amantis имеет много общего.

## Содержание
Книга 1
- Сказание про Актеон (I.330-388)
- Сказание про Медузу (I.389-462)
- Змеи Аспиды (I.463-480)
- Сирены (I.481-530)
- Сказание о Минусе и Полине (I.761-1076)
- Троянский конь (I.1077-1230)
- Сказание о Флоренце (I.1407-1882)
- Сказание о Капанеусе (I.1980-2020)
- Трамп смерти (I.2021-2253)
- Сказание о Нарциссе (I.2275-2366)
- Сказание об Альбине и Розмунде (I.2459-2647)
- Наказание Навуходоносора (I.2785-3042)
- Сказание о трех вопросах (I.3067-3402)

Книга 2
- Сказание об Ацисе и Гелетеи (II.97-200)
- Сказание о странниках и ангеле (II.291-372)
- Сказание о Констанце (II.587-1612)
- Сказание о Деметрии и Персее (II.1613-1860)
- Сказание о Геркулесе (II.2145-2307)
- Сказание о Гёте и Амфритроне (II.2459-2500)
- Сказание о одном бакалавре (II.2501-2781)
- Сказание об отце Бонифации (II.2803-3040)
- Сказание о Константине и Сильвестр

## Редакции
- Macaulay, G.C., ed (1901). The Works of John Gower. Oxford: Clarendon Press.
- Peck, Russell A., ed (2000, 2003, 2005). Confessio Amantis. Kalamazoo: Medieval Institute Publications.